# Charles Ami de Chapeaurouge

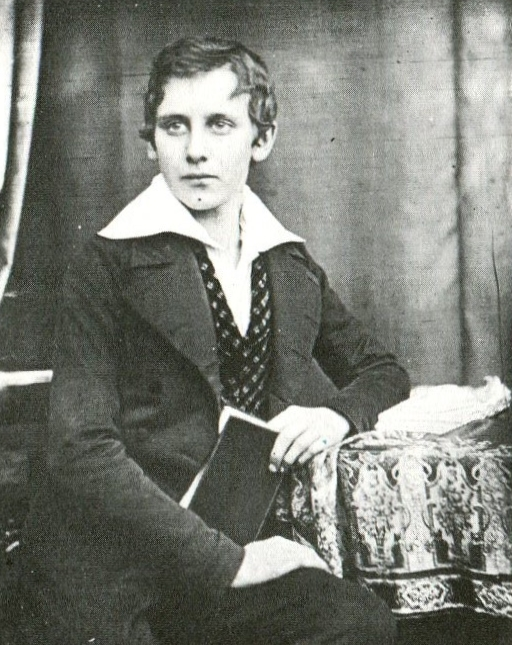
Charles Ami de Chapeaurouge, 1846

Charles Ami de Chapeaurouge (* 28. April 1830 in Hamburg; † 30. September 1897 ebenda) war ein deutscher Kaufmann und Hamburger Senator.

## Leben
De Chapeaurouge war der Sohn des Präses der Hamburger Handelskammer und Kaufmanns Jaques Henri de Chapeaurouge (1780–1854) und dessen Frau Caroline, geb. Hanbury. Er wuchs in Hamburg auf und besuchte von 1845 bis 1849 die Gelehrtenschule in Ratzeburg. Anschließend absolvierte er eine kaufmännische Lehre in Hamburg und London. 1853 wurde er Teilhaber der Firma Schoeller & de Chapeaurouge, die vor allem in den Straits Settlements handelten und ihren Sitz in London und Akyab hatte. Er war sechs Jahre in Akyab, damals Teil Britisch-Indiens im heutigen Myanmar, für dieses Unternehmen tätig. Als sich die Möglichkeit bot, Teilhaber des Handels- und Bankhauses J.H. & A. Chapeaurouge in Hamburg zu werden, kehrte er 1859 zurück. In Hamburg beteiligte er sich rege am Hamburger Leben. Er wurde 1860, wie einige seiner Vorfahren, Diakon der französisch-reformierten Gemeinde in Hamburg, die seit 1744 dort bestand. 1864 wurde de Chapeaurouge in die Hamburgische Bürgerschaft gewählt und von dieser für zwei Jahre in die Deputation für Handel, Schifffahrt und Gewerbe entsandt. Als Vizepräsident der Bürgerschaft wirkte er von 1866 bis 1867, außerdem gehörte er 1867 dem Vorstand der Handelskammer Hamburg an. Er war Mitbegründer der Nationalliberalen Partei und wurde für diese 1867 im Reichstagswahlkreis Freie und Hansestadt Hamburg 1 in den Reichstag des Norddeutschen Bundes gewählt.

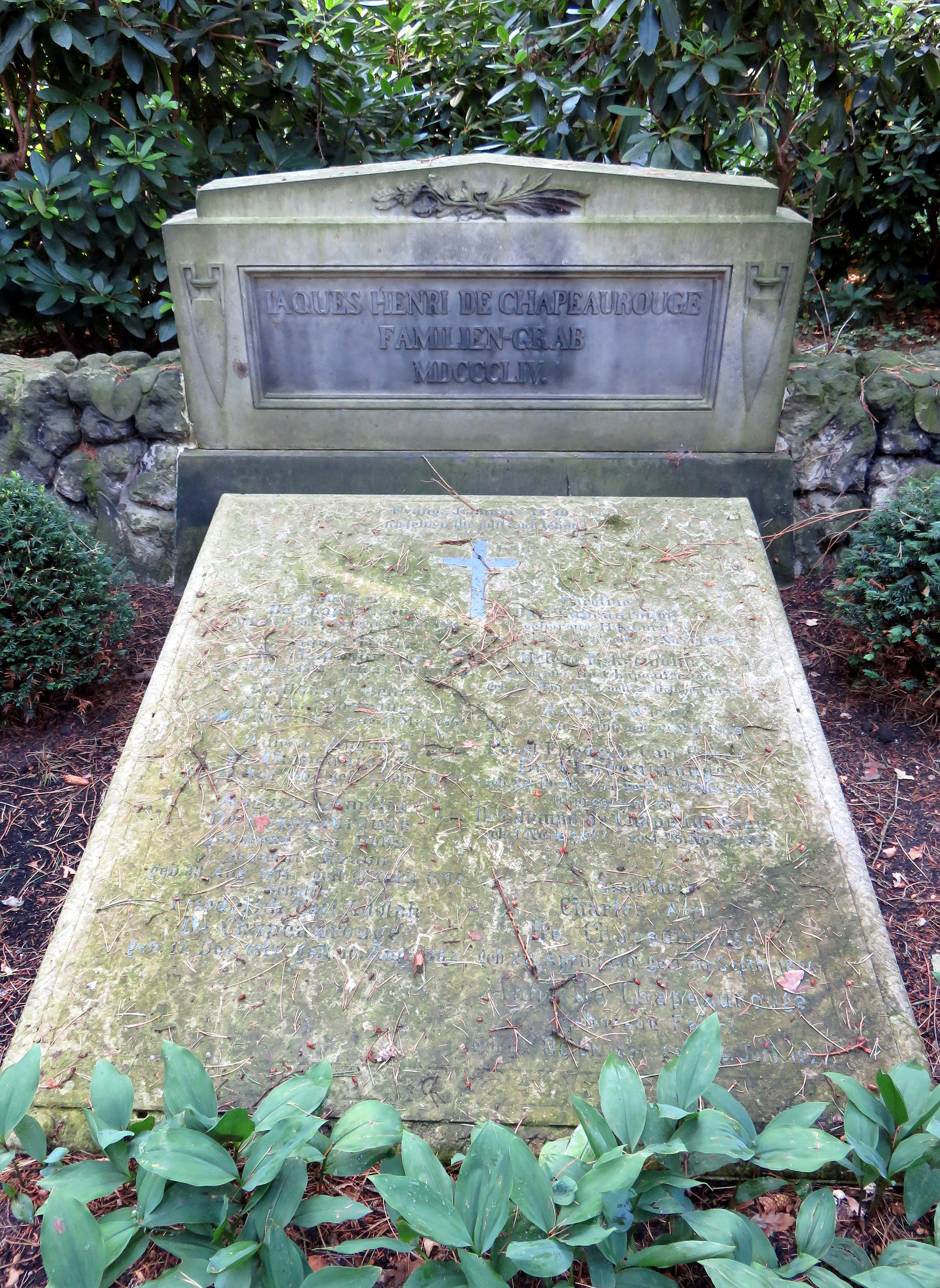
Familiengrab auf dem Friedhof Ohlsdorf

Am 30. Dezember 1867 wurde de Chapeaurouge in den Senat gewählt. Er war der dritte der Familie de Chapeaurouge, der ein Senatsamt bekleidete. Sein Vetter Ami de Chapeaurouge (1800–1860) war von 1852 bis zu seinem Tod Senator, sein älterer Bruder Frédéric de Chapeaurouge (1813–1867) wirkte seit 1858 im Senat. Die Hamburger Verfassung schloss aus, dass zwei Verwandte ersten Grades gleichzeitig ein Senatsamt haben durften. De Chapeaurouge wurde zum fast frühstmöglichen Zeitpunkt nach dem Tod seines Bruders gewählt. Er war im Senat als Landherr für die unterschiedlichen Landgebiete zuständig: erst für Ritzebüttel, dann für die Geestlande, später für Bergedorf und dann für die Marschlande. Von 1869 bis 1877 war er in der Steuerdeputation tätig und von 1879 bis 1892 war er Mitglied der Senatskommission für die Angelegenheiten der Armenverbände. Zwischenzeitlich war er auch Präses der Oberschulbehörde. Am 30. November 1892 trat er aufgrund seines starken Rheumaleidens von seinem Amt zurück, sein Nachfolger wurde Johann Refardt. Sein Neffe Paul de Chapeaurouge wurde 1925 zum Senator gewählt.
Auf dem Hamburger Friedhof Ohlsdorf befindet sich bei Planquadrat Q 25 nördlich vom Wasserturm die Grabstätte der Hamburger Familie „Jacques Henri de Chapeaurouge“. Ursprünglicher Standort war ab 1854 der Begräbnisplatz der St. Petri Kirche (Teil der ehemaligen Dammtorfriedhöfe). Charles Ami de Chapeaurouge wird auf der Gemeinschaftsgrabplatte rechts unten genannt.